# Connor Pain
Connor Thomas Pain (* 11. November 1993 in Hongkong) ist ein australischer Fußballspieler.

## Vereinskarriere
Pain, dessen Großvater Tommy Casey mit Nordirland 1958 an der Weltmeisterschaft teilnahm und mit Newcastle United den FA Cup gewann, wuchs bis zu seinem achten Lebensjahr in Hongkong auf. Anschließend siedelte die Familie ins australische Melbourne über. Dort spielte er im Jugendbereich bei Beaumaris und North Caufield. Seine ersten Schritte im Erwachsenenbereich machte Pain ab 2010 beim unterklassigen Melbourner Klub Malvern City, bevor er in der Saison 2012 für die Bentleigh Greens in der Victorian Premier League spielte.
Für die Saison 2012/13 wurde er für die Nachwuchsmannschaft des Profiklubs Melbourne Victory verpflichtet und gewann mit dem Team die Meisterschaft der National Youth League. Zu seinem Debüt im Profiteam, dem Pain in seiner Jugend regelmäßig im Stadion zuschaute, kam der linke Flügelspieler am 2. Februar 2013 im Stadtderby gegen Melbourne Heart. Trainer Ange Postecoglou setzte auch in der Folge auf den Nachwuchsspieler und einen Monat nach seinem Debüt unterzeichnete Pain seinen ersten Profivertrag.

## Nationalmannschaft
Pains Entwicklung bei Melbourne Victory sorgte auch für Interesse beim australischen Verband. Von U-20-Nationaltrainer Paul Okon wurde Pain im Mai 2013 im Hinblick auf die U-20-Weltmeisterschaft erstmals in ein Trainingslager eingeladen und schaffte kurz nach seinem internationalen Debüt in einem Freundschaftsspiel gegen den Nachwuchs der Niederlande auch den Sprung in den WM-Kader. Bei der Endrunde in der Türkei kam Pain in allen drei Gruppenspielen zum Einsatz, Australien scheiterte dabei aber mit nur einem Punktgewinn als Tabellenletzter in der Vorrunde.
Im Juli 2013 wurde Pain von Nationaltrainer Holger Osieck in ein Trainingslager der australischen Nationalmannschaft berufen und schließlich für die Ostasienmeisterschaft 2013 nominiert. Nachdem er im ersten Spiel nicht zum Einsatz gekommen war, kehrte er vor dem zweiten Gruppenspiel zeitweise nach Australien zurück, um mit Victory ein Freundschaftsspiel gegen den FC Liverpool bestreiten zu können. Im letzten Turnierspiel gegen China (Endstand 3:4) debütierte Pain am 28. Juli 2013 per Einwechslung in der australischen Nationalelf.